# Nowa Wieś (Czarnków-Trzcianka)
Pour les articles homonymes, voir Nowa Wieś.
Nowa Wieś (prononciation : [ˈnɔva ˈvjɛɕ], en allemand : Neudorf) est un  village polonais de la gmina de Trzcianka dans le powiat de Czarnków-Trzcianka de la voïvodie de Grande-Pologne dans le centre-ouest de la Pologne.
Il se situe à environ 6 kilomètres au sud de Trzcianka (siège de la gmina), à 14 kilomètres au nord-ouest de Czarnków (siège du powiat), et à 74 kilomètres au nord-ouest de Poznań (capitale de la Grande-Pologne).

## Histoire
De 1975 à 1998, le village faisait partie du territoire de la voïvodie de Piła.

Depuis 1999, Nowa Wieś est situé dans la voïvodie de Grande-Pologne.
Le village possède une population de 370 habitants en 2006.